# Folkeskole
Folkeskole (folk = lid, skole = škola; škola pro lidi) je název dánské veřejné školy, která poskytuje povinné školní vzdělání. Zahrnuje předškolní, primární i nižší sekundární vzdělávání. Folkeskole se skládá z jednoho roku preprimárního, devíti let primárního a nižšího sekundárního vzdělávání, a jednoho roku tzv. desátého ročníku.
Vzdělání je v Dánsku povinné pro všechny ve věku v rozmezí 6-7 a 16. Zda se vzdělání získává ve veřejné škole, soukromé škole nebo doma, je otázkou individuální volby pokud jsou ovšem splněny uznávané standardy. To, co je v Dánsku povinné, je vzdělání samo o sobě, ne škola.

## Historický přehled
Veřejná škola Folkeskole byla založena v roce 1814. V té době bylo všem dětem dáno právo na sedm let vzdělávání. Vyučované předměty byly náboženství, čtení, psaní a počítání. Od té doby až do konce 20. století bylo provedeno pouze několik významných změn školského zákona:
- 1903 - soudržnost mezi různými typy škol (základní, střední škola a gymnázium);
- 1937 - střední škola bez zkoušky;
- 1958 - pozdní rozdělení (od pátého až do sedmého ročníku);
- 1975 - sjednocení školy s různými kurzy;
- 1993 - škola sjednocena na 9 let;
- 2009 - nultý ročník povinné školní docházky (mateřská škola).

## Struktura folkeskole
Hlavní pojetí folkeskole je takové, že studenti jsou ve stejné třídě od první do desáté třídy. Folkeskole se dělí na jednoletou přípravnou třídu, povinnou devítiletku a volitelný desátý ročník (10th form).

### Výuka v 1.- 9. třídě
Předměty jsou rozděleny do dvou skupin: povinné (vyučované ve všech třídách) a volitelné, které se vyučují během 8.-10. třídy.

#### Povinné předměty
- všechny ročníky: dánština, náboženství, tělesná výchova, matematika
- 1.-6. ročník: přírodní vědy, hudební výchova
- 1.-5. ročník: výtvarná výchova
- 3.-9. ročník: dějepis, angličtina, společenské vědy

Vyučování na základní škole také zahrnuje následující témata: bezpečnost silničního provozu, zdravotní a sexuální výchova a plánování rodičovství, dale také vzdělávací a odborná příprava a orientace na trhu práce.

#### Volitelné předměty
Žáci v 8.-10. třídě si musí vybrat nejméně jeden volitelný předmět.
- 7.-10. ročník: druhý cizí jazyk, němčina nebo francouzština
- 8.-10. ročník: třetí cizí jazyk - francouzština nebo němčina, zpracování textu, technologie, média, výtvarná výchova, fotografování, divadlo, hudební výchova, vyšívání, truhlářské práce a práce s kovem, domácí ekonomika, znalosti v oblasti strojírenství, práce v dílnách a profesní studie[3]

### Výuka v 10. třídě
Desátý ročník je nabízen žákům, kteří absolvovali základní školu a rádi by prohloubili znalosti a dovednosti před nástupem na univerzitu. Každý žák tohoto ročníku má svůj osobní vzdělávací plán, který byl pro něj vytvořen během 9. ročníku.
Povinné předměty: dánština, matematika a angličtina. Další předměty: tělesná výchova, studium křesťanství a náboženství, sociální studie a fyzika nebo chemie, latinský jazyk. Žákům musí být umožněno pokračování v němčině nebo francouzštině, kterou si zvolili v 7.-9. ročníku.

## Hodnocení
Dánská Folkeskole není typickou zkouškově-orientovanou školou. Neúspěch je tu téměř nemožný. Dítě může opakovat ročník pouze po rozpravě rodičů s učitelem ze zvláště závažných důvodů, například nemoci.

### Zkoušky
Pravidelnými zkouškami jsou jen pravidelné celonárodní zkoušky, které jsou povinné pro všechny žáky 8. a 9. tříd. Tyto zkoušky byly zavedeny k ověření rozvoje schopností žáků v souladu s cíli stanovenými v zákoně o folkeskole. Tato hodnocení slouží převážně k vytváření plánů k poradenství studentům, jako opora pro plánování hodin a jako způsob, jak udržet rodiče informované o prospěchu jejich dětí.

### Známkovací systém
V roce 2007 byla zavedena nová 7 bodová stupnice hodnocení k zajištění kompatibility mezi Dánskými a zahraničními stupnicemi známkování.
| Známka | Popis        | ECTS |
| ------ | ------------ | ---- |
| 12     | výborně      | A    |
| 10     | velmi dobře  | B    |
| 7      | dobře        | C    |
| 4      | uspokojivě   | D    |
| 02     | přiměřeně    | E    |
| 00     | nepřiměřeně  | Fx   |
| -3     | nepřijatelně | F    |

## Hlavní myšlenky
Cíle Folkeskole podle ‘Aktu sjednocení Folkeskole’:
Folkeskole poskytuje studentům vědomosti a dovednosti, aby je připravila na pozdější vzdělávání. Škola připravuje žáky k aktivní účasti a společné odpovědnosti, seznamuje je s právy a povinnostmi ve svobodné demokratické společnosti a připravuje je na každodenní život. Vzdělávání je vedeno ve smyslu myšlenkové svobody, rovnosti a demokracie.
Folkeskole přispívá k všestrannému rozvoji jedince a poskytuje zkušenosti s úmyslem rozvinout studentovu představivost, sebevědomí a povědomí o vlastních možnostech.
Folkeskole seznamuje studenty s dánskou kulturou a historií stejně jako s kulturou a historií ostatních zemí a pomáhá studentům rozvíjet jejich pochopení vzájemného působení mezi lidmi a životním prostředím.

### Spolupráce mezi školou a rodiči
Studenti a rodiče pracují společně na uskutečnění cílů Folkeskole a škola je povinna spolupracovat nejenom se studenty, ale také s jejich rodiči. Rodiče jsou pravidelně informováni o názoru školy na to, jaký má jejich dítě prospěch ze vzdělávání, prostřednictvím školní rady. Školní rada je složena ze 7 rodičů, 2 učitelů a 2 studentů, kteří jsou si rovni.

### Speciální vzdělávání
‘Folkeskole Act‘ neboli zákon o školách zahrnující studijní plán, hodnocení studentů, testy, zkoušku k ukončení základního vzdělávání, atd. se týká všech studentů, takže studenti se speciálními potřebami se potýkají se stejným předpoklady jako ostatní studenti. Speciální vzdělávání se týká pouze způsobu vyučování.
Dánsko podepsalo deklaraci Salamanca, která zavazuje vládu k začleňování studentů se speciálními potřebami do tříd s ostatními dětmi. Většina studentů se speciálními potřebami chodí do běžné školy a mají speciální vzdělávání pouze u několika předmětů. Avšak v některých případech tito studenti navštěvují speciální třídy, které jsou buďto v prostorách běžné školy, anebo v prostorách speciální školy.

### Dvojjazyčné děti
Dvojjazyčné děti jsou povinny účastnit se jazykových školení od tří let. Délka těchto školení je určena expertním hodnocením jazykové úrovně jednotlivce. Na prvním a druhém stupni mohou bilingvní děti studovat dánštinu jako druhý jazyk a tudíž jsou vyučováni ve skupinách, anebo dostávají individuální instrukce. Existují i soukromé školy, na kterých probíhá vyučování v jiných jazycích než v dánštině.

### Vzdělávací a profesní poradenství
Vzdělávací a profesní poradenství je povinné téma, které provází studenty po celou dobu jejich vzdělávání. Od 6. třídy do 9./10. třídy mají studenti individuální a skupinové poradenství ohledně toho, jaké jsou jejich kompetence, potenciál a možnosti.